# 辛巴達岩
62°10′S 59°2′W / 62.167°S 59.033°W

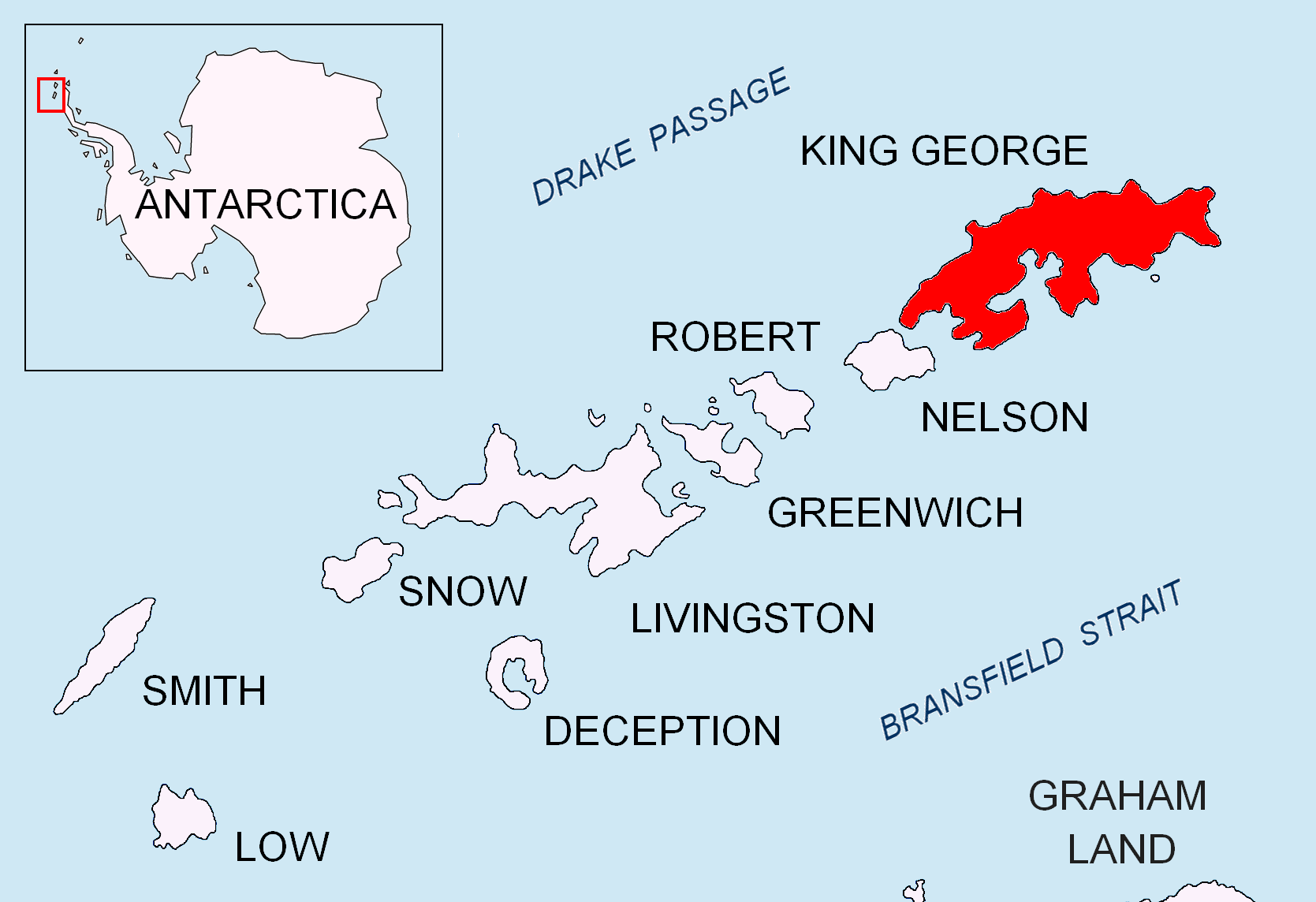

辛巴達岩（英語：Sinbad Rock），是南極洲的岩石，位於南設得蘭群島的喬治王島西面，處於方末島西北面2.3公里，在1935年由英國研究隊繪入地圖，現時由南極條約體系管理。